# Айтей (Павлодарская область)
Айтей (каз. Айтей, до 2005 г. — Ленино) — село в Аккулинском районе Павлодарской области Казахстана. Входит в состав Жамбылского сельского округа. Код КАТО — 555239300.

## Население
В 1999 году население села составляло 489 человек (240 мужчин и 249 женщин). По данным переписи 2009 года, в селе проживал 331 человек (177 мужчин и 154 женщины).